# Palau Reial d'Aranjuez
El Palau Reial d'Aranjuez és una de les residències de la Família Reial Espanyola. Està ubicat a la localitat madrilenya d'Aranjuez. La seva titularitat i administració correspon a l'ens Patrimoni Nacional, que gestiona els béns de l'Estat al servei de la Corona. Es troba a la riba del riu Tajo.
El paratge d'Aranjuez, de gran bellesa natural, ja albergava instal·lacions pertanyents a la Corona durant l'època dels Reis Catòlics. La residència reial fou substituïda pel rei Felip II d'Espanya, durant el segle xvi, que ordenà la construcció d'un nou palau a l'arquitecte Juan Bautista de Toledo, continuat després per Juan de Herrera.
Malgrat tot, fou el rei Felip IV d'Espanya qui consolida Aranjuez com una residència de la Família Reial. A Felip IV se li deu la disposició dels jardins, els jocs d'aigües i les múltiples fonts i ornaments artístics del paratge.
Durant els regnats de Ferran VI d'Espanya i de Carles III d'Espanya, ja al segle xviii, el Palau fou definitivament conclòs afegint-hi dues ales laterals a la residència.
El Palau d'Aranjuez fou molt emprat durant tot el segle xviii i xix i molt especialment durant els regnats de Carles IV d'Espanya i d'Isabel II d'Espanya. A Aranjuez ocorregué el famós Motí d'Aranjuez l'any 1808, i la línia ferroviària que uneix Madrid i el Real Sitio fou construïda davant la petició de la reina Isabel II pel marquès de Salamanca.
El Palau era emprat per la Cort durant la primavera després de passar la tardor i l'hivern al Palau Reial de Madrid i l'estiu al Palau Reial de La Granja de San Ildefonso. La ubicació a la riba del Tajo permetia escapar del rigorós clima de Madrid, ja que el conjunt representa un espai de naturalesa exuberant al mig de l'àrida Meseta castellana.
Durant el regnat de Carles IV d'Espanya, al Jardí del Príncep es construí la Casa del Labrador o 'casa del llaurador', com a casa de retir fora del palau. La Casa del Labrador és un dels conjunts neoclàssics més brillants d'Europa.
L'any 2001 fou declarat Paisatge Cultural Patrimoni de la Humanitat per la UNESCO.